# Stagione di college football 1872
La Stagione di college football 1872 fu la quarta stagione di college football negli Stati Uniti. Fu molto simile, nella sua forma embrionale e non strutturata, alle stagioni precedenti, in cui le regole non erano state ancora codificate con esattezza e venivano decise di gara in gara. Tuttavia, le regole utilizzate probabilmente non assomigliavano nemmeno lontanamente a quelle attualmente in vigore, essendo ancora una mescolanza tra calcio e rugby.
Oltre alle tre squadre collegiali in gara nella stagione 1870 (Columbia, Rutgers e Princeton), organizzarono proprie squadre anche gli atenei di Stevens Tech e Yale, portando il numero totale delle squadre a cinque.
La stagione si compose di cinque gare, di cui la prima giocata il 2 novembre 1872 con il primo pareggio della storia del football americano, 0-0 nella gara tra Rutgers e Columbia nel campus di Columbia, anche se alcune fonti riportano una vittoria per Rutgers 1-0
Le gare si conclusero il 23 novembre con la quinta ed ultima partita dell'anno, la vittoria 6-0 di Columbia su Stevens Tech nella prima gara ufficiale di Stevens Tech.
Il 1872 si segnala inoltre per essere stata la prima stagione con due squadre appaiate in testa ed imbattute (entrambe 1-0) ovvero Princeton e Yale, questo ha fatto sì che le squadre venissero retroattivamente considerate campioni nazionali per il 1872: Billingsley Report e la National Championship Foundation valutarono Princeton come campione nazionale, mentre il ricercatore storico Parke H. Davis nominò le due squadre ex aequo.

## Classifica finale
| Scuola                | Conference V-S-P | Totale V-S-P |
| --------------------- | ---------------- | ------------ |
| College of New Jersey | -                | 1 - 0        |
| Yale                  | -                | 1 - 0        |
| Rutgers               | -                | 1 - 1 - 1    |
| Columbia              | -                | 1 - 2 - 1    |
| Stevens Tech          | -                | 0 - 1        |

## College esordienti
- Yale Bulldogs football
- Stevens Ducks football